# County (lớp tàu tuần dương)
Lớp tàu tuần dương County là một lớp tàu tuần dương hạng nặng được chế tạo cho Hải quân Hoàng gia Anh Quốc trong những năm giữa hai cuộc Chiến tranh Thế giới thứ nhất và thứ hai. Chúng là những tàu tuần dương đầu tiên của Hải quân Hoàng gia được chế tạo sau chiến tranh, và được thiết kế trong những giới hạn được quy định bởi Hiệp ước Hải quân Washington năm 1922. Những con tàu này, với giới hạn trọng lượng rẽ nước ở mức 10.000 tấn và dàn pháo chính ở cỡ nòng 203 mm (8 inch) thường được gọi là "tàu tuần dương hiệp ước" (thuật ngữ "tàu tuần dương hạng nặng" chưa được định nghĩa cho đến Hiệp ước Hải quân London năm 1930).
Mười lăm chiếc lớp County được chế tạo trong ba lớp phụ khác biệt: Kent, London và Norfolk. Chúng là những tàu tuần dương 10.000 tấn và pháo 8 inch duy nhất, hay còn gọi là tàu tuần dương "A", mà Hải quân Hoàng gia chế tạo. Những chiếc County được ghi nhớ với đặc trưng ba ống khói và đã phục vụ trên mọi chiến trường trong Thế Chiến II.
Trong một nỗ lực nhằm có thể đóng được nhiều tàu chiến hơn trong cùng một giới hạn tải trọng của hiệp ước, Hải quân Hoàng gia có kế hoạch đóng những tàu tuần dương "B" với trọng lượng rẽ nước 8.250 tấn, và như thế có thể đóng sáu chiếc "B" thay cho năm chiếc lớp County. Trong trường hợp này, hoàn cảnh kinh tế và chính trị trong thời bình đã ngăn trở nên chỉ có hai chiếc tàu tuần dương kiểu "B" được chế tạo, một thiết kế lớp County cải tiến với 6 khẩu pháo, trở thành lớp York.

## Thiết kế và phát triển
Tàu tuần dương hiệp ước với tải trọng 10.000 tấn là kiểu tàu chiến đầu tiên được chế tạo theo những giới hạn được sự đồng ý của quốc tế. Những giới hạn này đặt ra đặt ra những thách thức về kỹ thuật và bắt buộc các nhà thiết kế phải có sự thỏa hiệp để có thể có được sự cân bằng tốt nhất giữa tốc độ, vũ khí và sự bảo vệ. Hải quân Hoa Kỳ áp dụng một thiết kế với tháp pháo ba nòng, cho phép rút ngắn chiều dài của thân tàu, và nhờ đó tiết kiệm được trọng lượng để dành cho việc bảo vệ. Tuy nhiên cách tiếp cận này đòi hỏi phải trang bị một hệ thống động lực với công suất lớn hơn, vì tốc độ của con tàu là một hàm thuận với tỉ lệ giữa chiều dài con tàu và độ rộng của mạn thuyền. Hải quân Hoàng gia có nhu cầu về một kiểu tàu chiến để bảo vệ các tuyến đường thương mại thuộc địa, vốn cần một tầm hoạt động đường trường xa và tốc độ tốt. Điều này đã xác định việc cần có một lườn tàu dài và sử dụng các tháp pháo nòng đôi, trong khi nọi trọng lượng còn lại được dành cho sự bảo vệ.
Thiết kế lớp County tỏ ra khá thận trọng, đặc biệt là khi so sánh với thiết kế của lớp thiết giáp hạm Nelson đương thời cùng được chế tạo để thỏa mãn những giới hạn của cùng hiệp ước. Lườn tàu dài đến 192 m (630 ft), có dạng ngang thẳng cũng như có phần nổi cao, và được chế tạo chắc chắn. Điều này cung cấp độ ổn định cao, góp phần vào việc bảo vệ con tàu. Chỗ dành cho hệ thống động lực tiếp nối cách sắp xếp truyền thống đặt các nồi hơi phía trước các phòng động cơ, được ngăn cách bởi một hầm đạn giữa tàu. Hai phòng nồi hơi được cho thoát khí thải vào bốn ống thoát, trong đó cặp ở giữa được kết hợp vào một ống khói lớn hơn ở giữa. Thiết kế ba ống khói trông đẹp mắt, nhưng ở cách nào đó tỏ ra không thực tế ở khía cạnh sử dụng các chỗ trống bên trong.
Như đã được thử nghiệm trên chiếc tàu tuần dương thời chiến HMS Emerald mà việc hoàn tất bị trì hoãn cho đến sau chiến tranh, những chiếc County có một kiểu thiết kế mới về cấu trúc thượng tầng phía trước bao gồm cầu tàu dẫn đường, phòng lái, các bệ tín hiệu và la bàn cùng hệ thống kiểm soát hỏa lực được bố trí trong một khối duy nhất. Tiến bộ này hợp lý hóa một cách đáng kể việc có một tháp điều khiển bọc thép riêng biệt và vô số sàn tàu và bệ trên những thiết kế cũ hơn. Việc tháo bỏ các thiết bị điều khiển hỏa lực khỏi cột buồm chính đã loại trừ nhu cầu cần có một cột buồm ba chân nặng nề, và một cột ăn-ten nhẹ là đủ cho nhu cầu thông tin tín hiệu cũng như để giăng các ăn-ten vô tuyến.

### Vũ khí trang bị
Dàn pháo chính được trang bị là kiểu hải pháo BL 203 mm (8 inch)/50 caliber, được bố trí đồng đều trên các tháp pháo nòng đôi bắn thượng tầng phía trước và phía sau. Thiết kế các tháp pháo tỏ ra phức tạp một cách không cần thiết so với yêu cầu ban đầu khi đặt ra khả năng làm hỏa lực phòng không, và do đó có một góc nâng tối đa lên đến 70°, cho dù nó không có khả năng xoay và nâng đủ nhanh để dò theo các mục tiêu trên không, và hoàn toàn thiếu sót một hệ thống điều khiển hỏa lực phù hợp.
Dàn pháo hạng hai bao gồm bốn khẩu đội QF 102 mm (4 inch)/45 caliber Mark V trên các tháp pháo HA Mark III nòng đơn được nạp đạn từ hầm đạn giữa tàu; và hai ống phóng ngư lôi bốn nòng đạt giữa tàu, một bộ mỗi bên mạn. Các khẩu pháo 102 mm (4 inch) Mark V nòng đơn sau đó được thay thế bằng kiểu Mark XVI trên các bệ nòng đôi. Trong một nỗ lực vô vọng nhằm giữ cho con tàu bên trong những giới hạn tải trọng, kiểu Mark XVI được tháo dỡ để tiết kiệm trọng lượng, và được thay thế bằng kiểu Mark XVII, một việc được mô tả là "vụn vặt một cách lố lăng". Chúng sau đó được cải biến ngược trở lại thành kiểu Mark XVI.
Thiết kế ban đầu dự định trang bị bốn khẩu đội phòng không QF 2 pounder Mk.VIII pom-pom tám nòng, nhưng do các biện pháp giảm trọng lượng được áp dụng, chúng không được trang bị, và các khẩu đội QF 2 pounder Mark II được bố trí thay thế trên bốn bệ pháo nòng đơn. Thiết kế cũng dành chỗ cho một máy phóng xoay được và một cần cẩu dành cho hoạt động của máy bay, cho dù một lần nữa chúng không được cung cấp.

### Sự bảo vệ
Thiết kế ban đầu chỉ dành ra ít trọng lượng phân phối cho sự bảo vệ, đặc biệt là dưới sự khó tính của các nhà thiết kế muốn tuân thủ từng câu chữ của hiệp ước. Vì vậy, đai giáp hông theo truyền thống bị loại bỏ, và lớp bọc bên hông lườn tàu dày 1 inch (25 mm) chỉ đủ để bảo vệ chống lại mảnh đạn pháo. Một sàn tàu bảo vệ dày 32 mm (1,25 inch) được đặt bên trên các khoang động cơ, và các "hộp thành trì" bảo vệ các hầm đạn; bệ pháp pháo dày 64 mm (2,5 inch) và các mặt hông dày 102 mm (4 inch), được đóng lại bởi các vách ngăn dày 64 mm (2,5 inch). Hộp thành trì phía sau được giảm bớt độ dày ở hai đầu, và ở giữa tàu được làm mỏng đi khi chúng được bố trí trong phạm vi sàn tàu bọc thép và lớp bọc bên hông. Một vòng cung dày 38 mm (1,5 inch) bố trí bên trên bánh lái được đóng lại bằng một vách ngăn dày 25 mm (1 inch). Các tháp pháo và ụ tháp súng chỉ được bảo vệ bằng lớp mỏng chống mảnh đạn pháo, cũng như là các bệ hoa tiêu dẫn đường. Một bầu bên ngoài được sử dụng để bảo vệ chống lại ngư lôi.

## Sự khác biệt và các cải biến

### Lớp phụKent

Sơ đồ mô tả chiếc HMS Cumberland thuộc lớp Kent vào giai đoạn sau năm 1943, khi hầm chứa máy bay được tháo dỡ, thay bằng một cấu trúc thượng tầng dạng thanh giằng mang các bộ radar và điều khiển hỏa lực. Giống như Suffolk, nó được cắt bỏ phía đuôi so với thiết kế ban đầu để tiết giảm trọng lượng.

Bảy chiếc đầu tiên trong lớp: Berwick, Cornwall, Cumberland, Kent và Suffolk của Hải quân Hoàng gia cùng Australia và Canberra của Hải quân Hoàng gia Australia hình thành nên lớp Kent. Tất cả đều được đặt hàng vào năm 1924 và đưa ra hoạt động vào năm 1928. Người ta nhanh chóng nhận ra cần phải nâng thêm chiều cao con tàu khoảng 4,5 m (15 ft) để khói thải không che khuất cấu trúc thượng tầng phía sau. Ống khói của các con tàu Australia và Canberra của Australia còn được nâng thêm 0,9 m (3 ft). Từ năm 1930 đến năm 1933 máy bay và máy phóng được bổ sung, cũng như các bộ điều khiển hỏa lực góc cao HACS cho các khẩu pháo 102 mm (4 inch). Kent được bổ sung thêm một cặp pháo 102 mm (4 inch) vào năm 1934, và nó cùng với Berwick và Cornwall đều được bổ sung một cặp súng máy Vickers 12,7 mm (0,50) bố trí phía trước ống khói trước.
Vào giữa những năm 1930, đến lúc lớp Kent cần được hiện đại hóa. Tuy nhiên, chỉ còn lại một ít trọng lượng dành cho các nhà thiết kế; chúng ở trong khoảng từ 150 đến 250 tấn bên dưới giới hạn của hiệp ước, và người ta ước lượng có thêm khoảng 200 tấn được tiết kiệm từ nhiều biện pháp giảm trọng lượng khác nhau. Một đai giáp rộng 1,8 m (6 ft), dày 114 mm (4,5 inch), được bổ sung phía giữa tàu, kéo dài từ sàn tàu bọc thép đến 0,3 m (1 ft) bên dưới mực nước. Cumberland và Suffolk có cấu trúc thượng tầng phía sau được san bằng thay thế bằng một sàn chứa lớn dành cho hai máy bay và một máy phóng cố định chéo qua con tàu. Một cần cẩu được bố trí bên mạn tàu cạnh ống khói phía sau, trong khi các vị trí dẫn đường và kiểm soát được tái bố trí bên trên nóc sàn chứa. Những khẩu 2 pounder nòng đơn được tháo dỡ thay bằng tháp pháo Mark VII bốn nòng bổ sung hai bên cầu tàu. Các khẩu đội 102 mm (4 inch) được bố trí lại, và cặp bệ pháo Mark XVI sau cùng được thay thế bằng bệ Mark XIX nòng đôi. Để giữ cho trọng lượng bên trong giới hạn cho phép, lườn tàu được cắt bớt một sàn phía sau tháp pháo Y. Berwick và Cornwall cũng được nâng cấp tương tự, nhưng do có sẵn nhiều trọng lượng dư thừa, lườn tàu đã không bị cắt; tất cả bốn tháp pháo 102 mm (4 inch) đều là kiểu nòng đôi, và các khẩu đội 2 pounder là kiểu tám nòng. Đến năm 1939, các ống phóng ngư lôi được tháo bỏ trên cả bốn con tàu.
Kent chỉ có ít trọng lượng để nâng cấp, và do đó nó không được hiện đại hóa triệt để. Nó giữ lại máy phóng kiểu xoay và cấu trúc thượng tầng phía sau, được bổ sung các vị trí kiểm soát hỏa lực bố trí trên một cấu trúc thanh giằng đặc trưng. Dàn hỏa lực phòng không cũng được cải tiến giống như những tàu chị em, nhưng các khẩu đội 2 pounder và bộ điều khiển của chúng được bố trí phía sau trên một cấu trúc thanh giằng.
Nhà sử học hải quân H. Trevor Lenton ước lượng rằng cho dù đã có những nỗ lực hết mức, không có chiếc nào thực sự nằm trong giới hạn tải trọng của hiệp ước; trọng lượng rẽ nước của lớp Kent khi đầy tải là 14.197 tấn, cho thấy nó có trọng lượng rẽ nước tiêu chuẩn khoảng 10.600 tấn. Lenton nêu lên sự nghi ngờ rằng liệu Bộ Hải quân có từng thông báo cho Chính phủ về tình trạng vượt mức này không, vì với việc chiến tranh đang đến gần, "họ đang chịu đựng những áp lực đòi hỏi về thời gian".

### Lớp phụLondon

Sơ đồ mô tả chiếc HMS London tiêu biểu cho lớp London vào giai đoạn sau năm 1943, với các thiết bị dành cho máy bay được tháo dỡ, và được bổ sung vũ khí phòng không hạng nhẹ cùng thiết bị điện tử. Kiểu dáng của lớp London khác biệt nhiều so với kiểu dáng nguyên thủy của lớp County.

Nhóm thứ hai thuộc lớp London với bốn chiếc Devonshire, London, Shropshire và Sussex tiếp nối gần gũi với thiết kế của lớp Kent. Bầu chống ngư lôi bên ngoài được loại bỏ, làm giảm bề rộng mạn thuyền 0,6 m (2 ft), và chiều dài của lườn tàu được kéo dài thêm 0,84 m (2 ft 9 in), giúp gia tăng tốc độ thêm được 1,4 km/h (¾ knot). Để đền bù lại cho sự bảo vệ của bầu chống ngư lôi, một lớp vỏ thứ hai bên trong được trang bị để mang lại hiệu quả tương tự. Cầu tàu được bố trí lui về phía sau để giảm thiểu hiệu ứng của tiếng nổ từ tháp pháo B khi bắn qua mạn tàu. Ống khói được nâng cao ngay từ khi chế tạo. Máy bay và máy phóng được trang bị từ năm 1932.
Trên mọi con tàu ngoại trừ chiếc Sussex, bốn khẩu pháo 102 mm (4 inch) được bổ sung trên các bệ nòng đơn đặt ngang với các ống khói. Các khẩu đội 2 pounder nòng đơn được tháo dỡ, và được bổ sung hai khẩu đội súng máy 12,7 mm (0,5 inch) Vickers bốn nòng. Shropshire có được một bộ kiểm soát hỏa lực phòng không. Vào đầu chiến tranh, các khẩu pháo 102 mm (4 inch) bổ sung được tháo dỡ, trong khi các khẩu pháo nguyên thủy được nâng cấp lên bệ Mark XVI nòng đôi. Các khẩu pháo 2 pounder tám nòng dự định khi thiết kế cuối cùng cũng được trang bị.
Từ năm 1938 đến năm 1941, London được trang bị nâng cấp trọn gói. Toàn bộ thiết kế thượng tầng được tháo dỡ, thay bằng những cấu trúc hoàn toàn mới phía trước và phía sau, cùng hai ống khói thẳng đứng hiện đại tương tự như của lớp Crown Colony đương thời. Khối cấu trúc thượng tầng phía trước bao gồm một hầm chứa máy bay lớn mở ra một máy phóng đặt chéo qua lườn tàu giữa các khối cấu trúc thượng tầng. Có một máy phóng ở mỗi bên mạn tàu phía sau ống khói. Các khẩu pháo phòng không 102 mm (4 inch) được thay thế bởi các bệ nòng đôi và được tái bố trí ở cấu trúc thượng tầng phía sau, cùng với các thiết bị ngư lôi một tầng bên dưới. Các khẩu pháo 2 pounder được đặt trên nóc hầm chứa máy bay, và các bệ súng máy Vickers nhiều nòng được bố trí một khẩu đội trên mỗi nóc tháp pháo B và X. Một đai giáp dày 89 mm (3,5 inch), rộng 2,4 m (8 ft), được bổ sung bên cạnh các khoang động cơ, mở rộng lên trên cho đến sàn tàu bọc thép. Tuy nhiên, lườn tàu nguyên thủy được thiết kế cẩn thận để giúp làm giảm trọng lượng nhờ sự sắp xếp ban đầu; nên việc cải biến của London với những trọng lượng nặng được đặt bên trên phía trước và phía sau tàu, đưa đến một lườn tàu chịu áp lực quá tải đáng kể; các vết nứt và các đinh tán bị long ra bắt đầu xuất hiện trên các sàn tàu phía trên. Sàn tàu trên được gia cố, nhưng lại đẩy áp lực tải xuống lườn tàu bên dưới, và các vết nứt lại xuất hiện bên dưới mực nước. Cần đến các biện pháp gia cố bên dưới mực nước, và công việc tái trang bị kéo dài cho đến năm 1943 để sửa chữa tình trạng này.
Vào những năm 1930, ba chiếc cuối cùng của lớp London trải qua các cải biến tương tự như với lớp Kent, tháo dỡ tám ống phóng ngư lôi 533 mm (21 inch) và một tháp pháo 203 mm (8 inch) nòng đôi, cho dù London giữ lại nó. Riêng Shropshire giữ lại tháp pháo "X" cũng như các ống phóng ngư lôi và được chuyển cho Hải quân Hoàng gia Australia vào đầu năm 1943 để thay thế chiếc Canberra.

### Lớp phụNorfolk
Hai chiếc thuộc lớp County sau cùng Norfolk và Dorsetshire hình thành nên lớp Norfolk. Việc đặt hàng thêm hai chiếc nữa Northumberland và Surrey cho những chương trình chế tạo của các tài khóa 1927-1928 và 1928-1929 bị hoãn lại, và không bao giờ được đặt lườn. Đó là do việc Tổng tuyển cử năm 1929 đưa đến một Chính phủ thuộc phe thiểu số của Đảng Lao động dưới quyền Thủ tướng Ramsay Macdonald, đã hủy bỏ kế hoạch chế tạo các con tàu như là một biện pháp kinh tế, cũng như là một hành động thiện chí cho Hội nghị Hải quân London sắp diễn ra. Chúng là sự lặp lại những thiết kế của lớp London với những thay đổi nhỏ.
Cầu tàu và cấu trúc thượng tầng phía sau được hạ thấp. Các tháp pháo 203 mm (8 inch) được trang bị kiểu Mark II với dự định làm giảm trọng lượng, nhưng cuối cùng lại nặng hơn so với kiểu Mark I! Các khẩu đội 102 mm (4 inch) được tái bố trí ra phía trước để không che khuất máy phóng và máy bay, vốn được gắn thấp hơn so với những chiếc dẫn trước. Trong năm 1937, các khẩu pháo 4 inch được thay thế bằng kiểu nòng đôi, các khẩu đội 2 pounder tám nòng được bổ sung phía sau cấu trúc thượng tầng và các khẩu nòng đơn phía trước được tháo dỡ. Các cải tiến này đã đẩy trọng lượng rẽ nước tiêu chuẩn vượt quá 10.400 tấn.
Trong chiến tranh, các dàn phóng rocket ban đầu được bổ sung, nhưng sau đó được tháo dỡ cùng với các khẩu súng máy Vickers. Chúng được thay thế bằng kiểu pháo phòng không Oerlikon 20 mm hữu ích hơn. Một bộ điều khiển hỏa lực dành cho các khẩu pháo 102 mm (4 inch) được bổ sung, và các cột ăn-ten được thay thế bằng kiểu ba chân để chịu đựng trọng lượng nặng thêm của các hệ thống điện tử bổ sung. Một đợt tái trang bị năm 1944 dành cho Norfolk, lúc đó là chiếc duy nhất còn lại của lớp phụ này, tháo dỡ máy bay, máy phóng và tháp pháo X. Chỗ trống có được dành để trang bị bốn khẩu đội 2 pounder bốn nòng cùng các bộ kiểm soát hỏa lực của chúng, và bốn khẩu pháo phòng không Bofors 40 mm. Một cụm cấu trúc thượng tầng bổ sung phía sau để mang bộ điều khiển hỏa lực phòng không, được trang bị radar Kiểu 283, để cuối cùng cho phép dàn pháo chính có thể phục vụ trong vai trò phòng không được dự định từ đầu.

### So sánh các lớp phụ
|         | Số lượng chế tạo / kế hoạch | Đặt hàng   | Dài (ft) | Rộng (ft) | Tốc độ (đầy tải, knot) | Choán nước (tiêu chuẩn, tấn) | Pháo chính | Đai giáp (inch) | Ngư lôi | Thủy thủ đoàn |
| ------- | --------------------------- | ---------- | -------- | --------- | ---------------------- | ---------------------------- | ---------- | --------------- | ------- | ------------- |
| Kent    | 7 / 7                       | 1924       | 630      | 68        | 31½                    | 10.570                       | 8 × 8 inch | 4,5*            | 8       | 685           |
| London  | 4 / 4                       | 1925–1926  | 632¾     | 66        | 32¼                    | 9.830                        | 8 × 8 inch | 3,5**           | 8       | 700           |
| Norfolk | 2 / 4                       | 1926–1927  | 632¾     | 66        | 32¼                    | 10.300                       | 8 × 8 inch |                 | 8       | 725           |
| York    | 2 / 5                       | 1926– 1928 | 575      | 58        | 31½                    | 8.250                        | 6 × 8 inch | 3               | 6       | 623           |

*: Sau khi tái trang bị 1935, không bao gồm Australia và Canberra
**: Sau khi tái trang bị 1938, riêng cho London

## Lịch sử hoạt động
Lớp County đã được sử dụng rộng rãi trong Chiến tranh thế giới thứ hai. HMS Norfolk và Suffolk được trang bị radar, giúp cho chúng có được ưu thế khi dõi theo Bismarck sau khi chiếc tàu chiến-tuần dương HMS Hood bị đánh chìm.
Lớp tàu tuần dương này đã phục vụ trên tất cả các mặt trận của cuộc chiến này. Chúng cũng chịu đựng một số thiệt hại, khi Canberra, Cornwall và Dorsetshire bị tiêu diệt.
Những chiếc còn sống sót đều được cho ngừng hoạt động trong những năm 1950, ngoại trừ Cumberland được sử dụng như một tàu thử nghiệm vũ khí, được trang bị các cỡ pháo tự động 152 mm (6 inch) và 76 mm (3 inch) sẽ được trang bị cho lớp tàu tuần dương Tiger. Nó bị tháo dỡ vào năm 1959.

## LớpCanarias
Hai chiếc tàu tuần dương đã được chế tạo dựa trên lớp County: các tàu tuần dương Tây Ban Nha Canarias và Baleares thuộc lớp Canarias, được thiết kế tại Anh và được chế tạo tại Tây Ban Nha bởi chi nhánh Sociedad Española de Construcción Naval của hãng Vickers-Armstrongs. Được hoàn tất vào cuối 1930 cho Hải quân Tây Ban Nha, chúng đã tham gia hoạt động trong cuộc Nội chiến Tây Ban Nha. Cho dù chúng chia sẻ cùng một lườn tàu, hệ thống động lực và dàn pháo chính, những chiếc tàu chiến Tây Ban Nha có kiểu dáng bên ngoài khác biệt đáng kể, mang một ống khói lớn duy nhất và một cấu trúc thượng tầng cao tương đương phía trước.